# Трговина људима на Мадагаскару
Мадагаскар је ратификовала Протокол УН о трговини људима из 2000. у септембру 2005. године.
У 2010. години Мадагаскар је био земља извора за жене и дјецу подвргнуте трговини људима, посебно условима принудног рада и присилне проституције. Процјењује се да је 6.000 Мадагаскарки тренутно запослено као домаћи радници у Либану, са мањим бројем у Кувајту. Многе од ових жена су дошле из руралних подручја и често су биле неписмене или слабо образоване, што их чини рањивијим на обману и злостављање од стране агенција за запошљавање и послодаваца. Детаљне информације о ситуацијама присилног рада и других злостављања које су доживјели малгашки домаћи радници у Либану изашле су на видјело током године. Бројне жртве трговине људима које су се вратиле на Мадагаскар пријавиле су тешке услове рада, физичко насиље, сексуално узнемиравање и напад, затварање у кућу, одузимање путних исправа и задржавање плата. Осам смртних случајева пријављено је међу овом популацијом у 2009. години.
Дјеца, углавном из руралних подручја, била су подвргнута условима кућног ропства, комерцијалне сексуалне експлоатације и принудног рада у рударству, рибарству и пољопривреди у земљи. Већина трговине дјецом се дешавала уз учешће чланова породице, али су пријатељи, превозници, туристички водичи и хотелски радници такође омогућили поробљавање дјеце. Проблем дјечијег сексуалног туризма постоји у обалним градовима, укључујући Таматаве, Носи Бе и Дијега Суареза, као и главни град Антананариво; нека дјеца су регрутована за рад у престоници користећи лажне понуде за запослење као конобарице и собарице прије него што су приморана да се баве комерцијалним сексуалним пословима на обали. Главни извори сексуалних туриста дјеце били су Француска, Њемачка и Швајцарска. Родитељи су младе жене продавали у бракове, од којих су неки били краткорочни, често за значајне суме новца.
У 2010. години, Влада Мадагаскара није у потпуности испоштовала минималне стандарде за елиминацију трговине људима; међутим, уложила је значајне напоре да то учини. Од мартовског пуча 2009. године, борби против трговине људима на Мадагаскару се посвећује мало пажње; фокус на злостављању радника у домаћинству у Либану није резултирао било каквим одговарајућим владиним одговором на проблем. Владини напори у борби против трговине људима били су недовољни и смањени су током године – посебно у областима кривичног гоњења преступника трговине људима, идентификације и заштите жртава и подизања јавне свијести о проблему – док је преваленција саучесништва званичника у трговини људима постала очигледнија. Недостатак политичке воље, институционалних капацитета и релевантне обуке и даље су значајне препреке за побољшање учинка у борби против трговине људима, посебно утичући на ефикасност активности за спровођење закона; влада није успјела да истражи или кривично гони трговце људима 2009. године.
Канцеларија за праћење и борбу против трговине људима америчког Стејт департмента ставила је земљу на „Листу за праћење нивоа 2“ 2010., 2017. и 2023. године.

## Извјештај за 2010. годину

### Тужилаштво
Напори малгашке владе у борби против трговине људима опадали су током година, јер није пријавила никакве истраге или кривично гоњење починилаца трговине људима. Закон о борби против трговине људима бр. 2007-038 забрањује све облике трговине људима, иако прописује само казне за трговину сексуалним услугама; оне се крећу од двије године до доживотног затвора, казне које су довољно строге и сразмјерне онима које су прописане за друга тешка кривична дјела, као што је силовање. Члан 262. Закона о раду инкриминише трговину људима на радном мјесту, за шта су прописане неадекватне казне од једне до три године затвора. Уредба 2007-563 забрањује и прописује минималне казне до двије године затвора за различите облике трговине дјецом, укључујући проституцију, ропство у породици и присилни рад. Влада тек треба да искористи свој закон против трговине људима да казни трговце људима. Лоша координација међу министарствима, недостатак размјене података између званичника на регионалном и националном нивоу и недостатак председничког указа којим се кодификује и обавезује његово коришћење на покрајинском нивоу ометали су примену закона. Влада није истраживала нити процесуирала случајеве принудног рада током извјештајног периода.
Влада Мадагаскара је током године номинално суспендовала рад неколико агенција за запошљавање умјешаних у трговину људима, али није испунила своју обавезу да спроводи инспекције ових предузећа. У новембру 2009. године влада је увела забрану слања радника у Либан, али је она била лоше спроведена, вјероватно због саучесништва високих владиних званичника; до 10 агенција за запошљавање наводно је било у власништву државних службеника у Министарству рада. Владини званичници такође наводно помажу нелиценцираним агенцијама за запошљавање у прибављању лажних путних исправа. Анегдотски докази указују да је такође постојало званично саучесништво у дозвољавању рада организованих ланаца дјечије проституције, посебно у Носи Бе. Локална полиција је и даље оклијевала да се бави кријумчарењем дјеце и сексуалним туризмом, вјероватно због дубоко укорењене корупције, притиска локалне заједнице или страха од међународног инцидента. Влада није предузела никакве мјере против званичног саучесништва у трговини људима током извјештајног периода.

### Заштита
Мадагаска влада је уложила слабе напоре да осигура да жртве имају приступ неопходним услугама и није водила посебне програме помоћи жртвама. Већини жртава трговине људима идентификованим 2009. године помогли су центри које воде невладине организације. Мадагаскару недостају процедуре за проактивну идентификацију жртава трговине људима међу рањивим популацијама или упућивање жртава на његу. Међутим, Мреже за заштиту права дјетета на локалном нивоу Министарства здравља – које су нарасле кроз партнерство са УНИЦЕФ-ом и укључиле 761 општину 2009. године – окупиле су владине институције, органе за спровођење закона и невладине организације да би дјелимично испуниле ову улогу. Ове мреже су координирале активности заштите дјеце, идентификовале и пријављивале случајеве злостављања и помогле неким жртвама трговине људима у приступу социјалним и правним услугама. Жртве које су се вратиле из Либана биле су одмах затворене у психијатријску установу и нису им пружене одговарајуће социјалне или правне услуге. Почасни конзул Мадагаскара у Бејруту направио је ограничене покушаје да посредује са радничким агенцијама и упути жртве Мадагаскара у склониште невладиних организација у Бејруту. Влада је послала званичника из своје амбасаде у Паризу у Бејрут да истражи злостављање малгашких радника у домаћинству у Либану, али није предузела мјере да покрене билатерални ангажман са Владом Либана у вези са заштитом и правним лијековима за експлоатисане раднике. Влада није казнила жртве трговине људима за незаконите радње почињене као директна посљедица њихове трговине, али није показала доказе да их је охрабрила да помогну у истрази и кривичном гоњењу њихових експлоататора. Влада није пружила законске алтернативе за уклањање жртава у земље у којима би се суочиле са тешкоћама или одмаздом.

### Превенција
Напори владе да спријечи трговину људима смањени су током године, посебно у области подизања јавне свијести. Предсједников међуминистарски комитет за борбу против трговине људима престао је да функционише почетком 2009. године. Владин центар Манџари Соа са седиштем у Антананариву повукао је непознат број дјеце из најгорих облика дјечијег рада и обезбједио им образовање или стручну обуку. Два додатна центра отворена су у Толиари и Тоамасини 2009. године и били су једини програми које је влада у потпуности финансирала за борбу против дјечијег рада. Иако је девет регионалних одбора за борбу против дјечијег рада радило на повећању координације између владиних субјеката, невладиних организација и ИЛО/ИПЕЦ-а у оквиру Националног акционог плана за борбу против дјечијег рада, пет инспектора за дјечији рад Министарства рада нису били довољни да покрију области изван Антананарива или у неформалним привредним секторима. Министарство није спровело инспекцију дјечијег рада на основу притужби и није дало информације о случајевима дечјег рада, ако их је било, откривеним током редовних инспекција. Влада је наставила да дистрибуира међународним путницима летке и царинску књижицу која садржи упозорење на цијелој страни о посљедицама дјечијег секс туризма. Влада је 2009. године оптужила француског држављанина за силовање и статурарно силовање малољетнице након што је платио за сексуалне односе са неколико младих дјевојака.